# Godda
Pour les articles homonymes, voir Goda (homonymie).
Godda est une ville indienne située dans le district de Godda dans l'État du Jharkhand. En 2010, sa population était de 53 480 habitants.

## Source de la traduction
- (en) Cet article est partiellement ou en totalité issu de l’article de Wikipédia en anglais intitulé « Godda » (voir la liste des auteurs).